# Efekt Droste

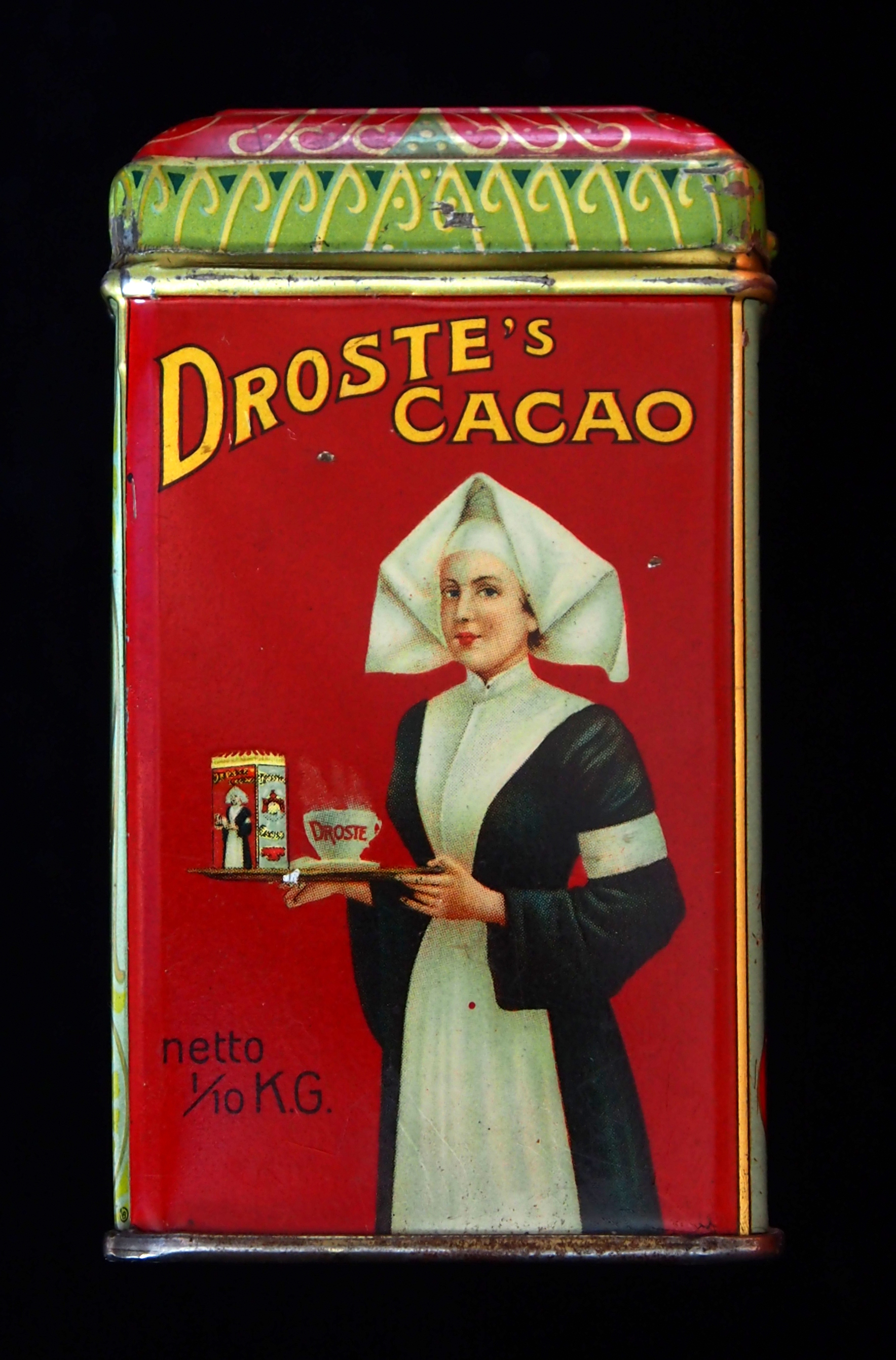
Pudełko kakao Droste

Efekt Droste – termin określający specjalny rodzaj rekurencyjnego obrazu. Obraz ukazujący efekt Droste zawiera mniejszą wersję samego siebie. Ta mniejsza wersja zawiera jeszcze mniejszą wersję w tym samym miejscu i tak dalej. Teoretycznie, może się to ciągnąć w nieskończoność, ale praktycznie jest to ograniczone rozdzielczością obrazu, czyli względnie krótko, gdyż każdy obraz jest zmniejszany wykładniczo.
Termin został wymyślony przez Nico Scheepmakera pod koniec lat 70. Nazwa pochodzi od Droste, holenderskiej marki gorącej czekolady, na której opakowaniu zamieszczony był wizerunek pielęgniarki trzymającej tacę z filiżanką i pudełkiem kakao tej właśnie marki.